# 牡牛のフェルディナンド
『牡牛のフェルディナンド』（Ferdinand the Bull）は1938年製作のアメリカ合衆国のアニメーション映画。原作はマンリー・ローフ・文、ロバート・ローソン絵の絵本『はなのすきなうし』（日本では光吉夏弥訳で岩波書店から発行）。第11回アカデミー賞 (1938年)短編アニメーション賞受賞。

## キャスト
- フェルディナンド - ミルト・カール（玄田哲章）

## スタッフ
- 製作 - ウォルト・ディズニー
- 原作 - マンロー・リーフ
- 音楽 - アルバート・ヘイ・マロット
- 作画監督 - ハミルトン・ラスク、アート・バビット
- 原画 - ミルト・カール、マーク・デイヴィス、ウォード・キンボール、ジャック・キャンベル
- 美術監督 - ケン・アンダーソン
- 監督 - ディック・リッカード
- 総監督 - デイヴィッド・ハンド
- 制作 - ウォルト・ディズニー・プロダクション